# Sulfito oxidasa
La sulfito oxidasa (EC 1.8.3.1) es una enzima conteniente de Molibdeno (IV) que cataliza la fisiológicamente crítica conversión de sulfito a sulfato en el paso terminal de la degradación de compuestos contenientes de azufre. Esta enzima fue descubierta en la década de los 1950’s y ha sido objeto de investigaciones desde entonces. La actividad enzimática presente se debe a las características del sitio activo y a la química de coordinación entre un átomo de Molibdeno y la estructura misma de la sulfito oxidasa. La enzima posee un peso molecular de aproximadamente 55,000 Da, lo cual indica que la enzima existe como un dímero de subunidades de tamaño idéntico o similar.

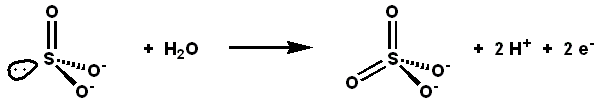
La sulfito oxidasa cataliza la reacción de óxido-reducción de sulfito y agua, produciendo sulfato

## Historia
Antes del descubrimiento de la sulfito oxidasa se creía que la oxidación de sulfito a sulfato ocurría por medio de un proceso no-enzimático. En 1953 Heimberg, Fridovich y Handler publicaron el primer reporte de actividad enzimática de oxidación de sulfito de fuentes mamíferas. Identificaron la actividad de oxidación de sulfito en tejido hepático. Esta actividad no fue disminuida por diálisis o por reacción con EDTA y era sensible a calor, lo que sugería que la actividad observada se debía a una enzima. En 1961, MacLeod, Farkas, Fridovich y Handler reportaron la purificación parcial de sulfito oxidasa de tejido hepático bovino, canino y de roedor.
La proteína mostró un espectro de absorción similar a una enzima conteniente de Hierro, la citocromo tipo b5. También, reportaron que la oxidación de una molécula de sulfito resultó en la reducción de dos moléculas de citocromo c. En 1970, Cohen y Fridovich reportaron la ultrapurificación de sulfito oxidasa de tejido hepático bovino y se mostró que la enzima purificada era capaz de transferir los electrones que adquiría de la oxidación de sulfito a una variedad de moléculas aceptores de electrones, incluyendo azul de metileno, oxígeno, ferricianida, entre otras.

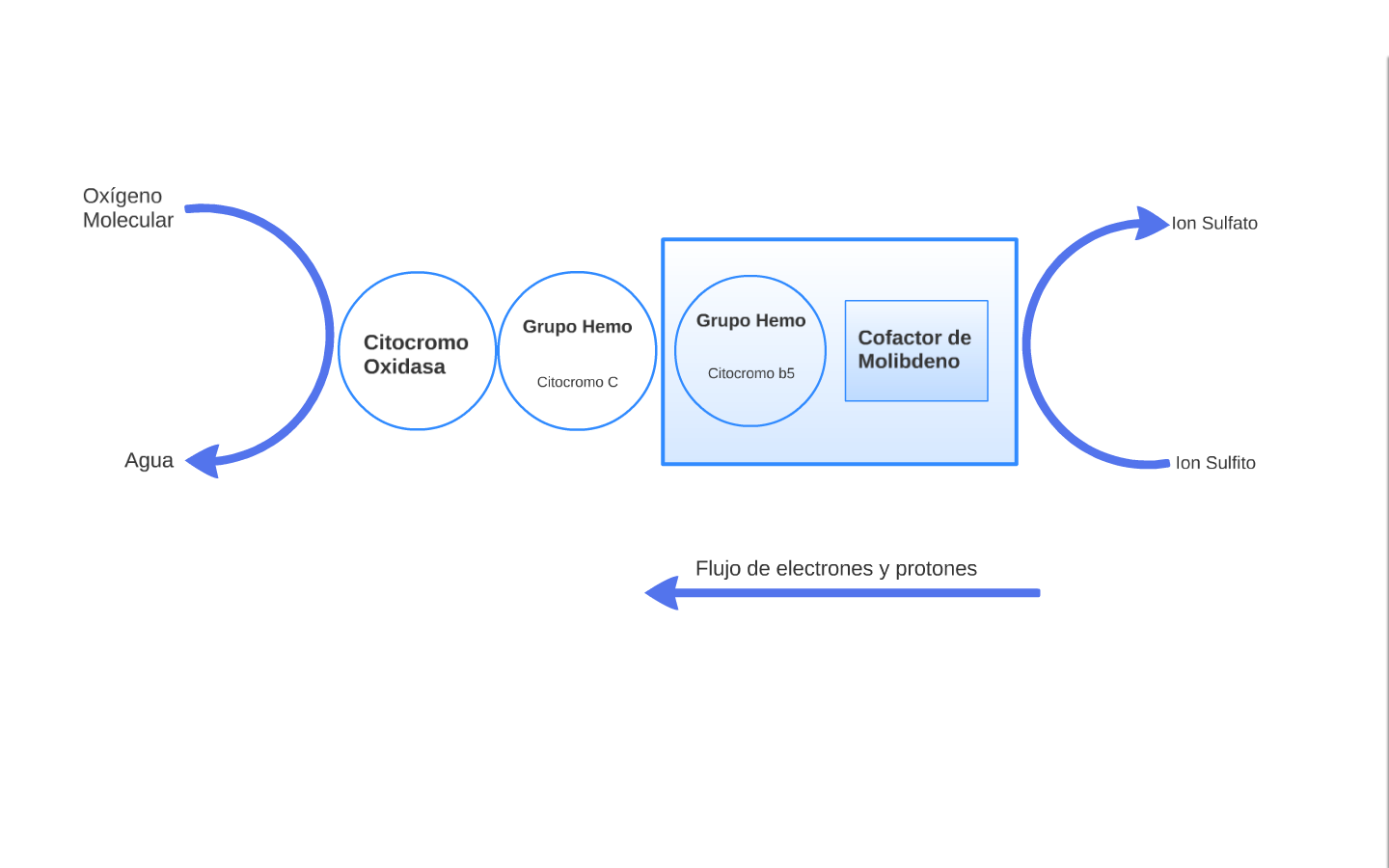
Modus Operandi de la Sulfito Oxidasa. Se muestra el Cofactor de Molibdeno, el grupo prostético hemo, el flujo de electrones, la reacción catalizada y Oxígeno molecular, el aceptor terminal de electrones

## Ciclo catalítico de la sulfito oxidasa
La sulfito oxidasa cataliza la reacción de oxidación de dos electrones de sulfito a sulfato usando citocromo c como la especie fisiológica aceptora de electrones. Generalizada por la siguiente reacción.
SO3-2 + H2O + 2(cyt c)ox → SO4-2 + 2(cyt c)red + 2H+

En la primera parte del ciclo catalítico, el sulfito se une con el centro de Molibdeno (IV) y es oxidado a sulfato, con una reducción del centro de Molibdeno por dos electrones para producir especies de Molibdeno (IV) y Hierro (III).

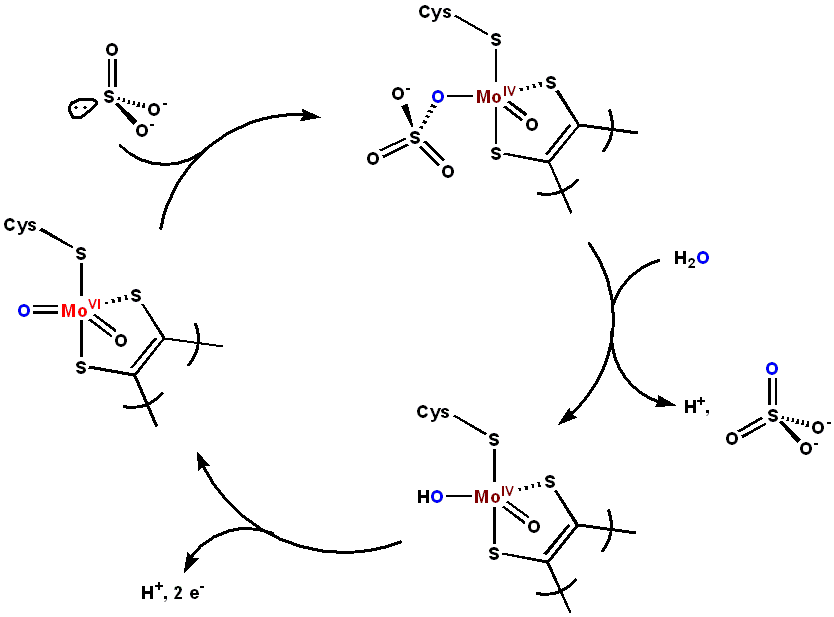
Mecanismo propuesto de la oxidación de sulfito a sulfato catalizado por la Sulfito Oxidasa

El Molibdeno es conocido por poseer múltiples estados de oxidación, desde estados de oxidación +2 hasta +6 y, en sulfito oxidasa purificada, el Molibdeno se encuentra en estado de oxidación IV.
En la primera transferencia intramolecular de electrones, uno de los electrones del Molibdeno (IV) es transferido al Hierro (II) hemo para producir Molibdeno (V) y Hierro (II). En l semi-reacción oxidativa un electrón reductor es transferido desde el Hierro (II) hemo al citocromo C oxidado, para producir Molibdeno (V) y Hierro (II). Esto es seguido por una segunda transferencia intramolecular de electrones donde Molibdeno (V) dona el segundo electrón reductor al Hierro (II) hemo para producir Molibdeno (VI) y Hierro (II). La enzima se oxida por completo cuando el Hierro (II) reduce una segunda molécula de citocromo c oxidado para producir sulfato oxidasa con Molibdeno (VI) y Hierro (III).

## Sulfito oxidasas en la naturaleza
Se conocen 2 tipos de sulfito oxidasas. Sulfito oxidasa presente en animales y sulfito oxidasa presente en plantas, además de sulfito deshidrogenasa presente en bacteria. Estas comprenden la familia de enzimas Molibdopterinas. Espectroscopia de rayos X de estructuras cristalinas de estructuras de estas 3 fuentes de enzimas contenientes de Molibdeno muestra una casi idéntica coordinación piramidal cuadrada alrededor del átomo de Molibdeno, a pesar de que las estructuras totales de las proteínas y la presencia de cofactores adicionales varía dependiendo de la enzima. Esta información estructural provee una base molecular para el estudio de los roles de aminoácidos específicos en procesos catalíticos.
Sulfito oxidasas de origen animal catalizan el paso final en la degradación de aminoácidos contenientes de azufre y es elemental en la desintoxicación de un exceso de sulfito. Sulfito oxidasa de origen animal y sulfito deshidrogenasa de origen bacteriano contienen dominios de Molibdeno y de grupo hemo, mientras que la enzima de origen vegetal solo tiene un dominio de Molibdeno.

## Estructura fina de absorción extendida de rayos x de la sulfito oxidasa
El sitio activo de la sulfito oxidasa es diferente a otras enzimas con cofactor de Molibdeno, como la Xantina Oxidasa y la Xantina Deshidrogenasa. En su forma oxidada la sulfito oxidasa parece contener una coordinación dioxo en el centro de Molibdeno, en vez de una coordinación oxo-sulfido encontrada en la xantina oxidasa. Las distancias de enlace del complejo Mo-O para los ligandos oxo a 1.68 Å están dentro del rango estadístico de las distancias de enlace del complejo Mo-O para todos os complejos cis-dioxo Molibdeno caracterizados cristalográficamente.
Tres átomos de azufre a una distancia de 2.41 Å son asignados a ligandos tiolato. La compatibilidad de la sulfito oxidasa y un sistema complejo de dioxo Molibdeno propuesto (MoO2[(SCH2CH2)2NCH2CH2SMe] es interesante desde el punto de vista que los ligandos oxo en el modelo complejo son inequivalentes, lo cual también puede ser el caso en la sulfito oxidasa. A partir de la reducción de la sulfito oxidasa, uno de los ligandos oxo a una distancia de 1.68 Å es reemplazado por un enlace la especie M-O(N) con una longitud de enlace de 2.04 Å, lo cual, es sugerido que sea un ligando hidroxi (OH-).

## Deficiencia de sulfito oxidasa en el cuerpo humano
La deficiencia de sulfito oxidasa en el ser humano es un desorden genético fatal que lleva a una muerte prematura. Actividad dañada o inusual de sulfito oxidasas implica neurotoxicidad de sulfito. Provoca desórdenes neurológicos, retraso mental, deformaciones físicas, degradación cerebral y por último, la muerte.